# 御夫座V352
御夫座V352，又名BD+44 1551，HD 50420、SAO 41429、HR 2557，是御夫座的一颗恒星，视星等为6.13，位于銀經172.59，銀緯19.08，其B1900.0坐标为赤經6h 48m 1.6s，赤緯+44° 19.08′ 5″。